# Torgu
Torgu (in tedesco Torkenhof) era un comune rurale dell'Estonia occidentale, nella contea di Saaremaa. Il centro amministrativo era la località (in estone küla) di Iide. Il territorio comunale comprendeva la parte meridionale della penisola di Sõrve, estremità sud-occidentale dell'isola di Saaremaa.
È stato soppresso nel 2017 in seguito alla fusione di tutti i comuni dell'isola nel nuovo comune di Saaremaa.

## Località

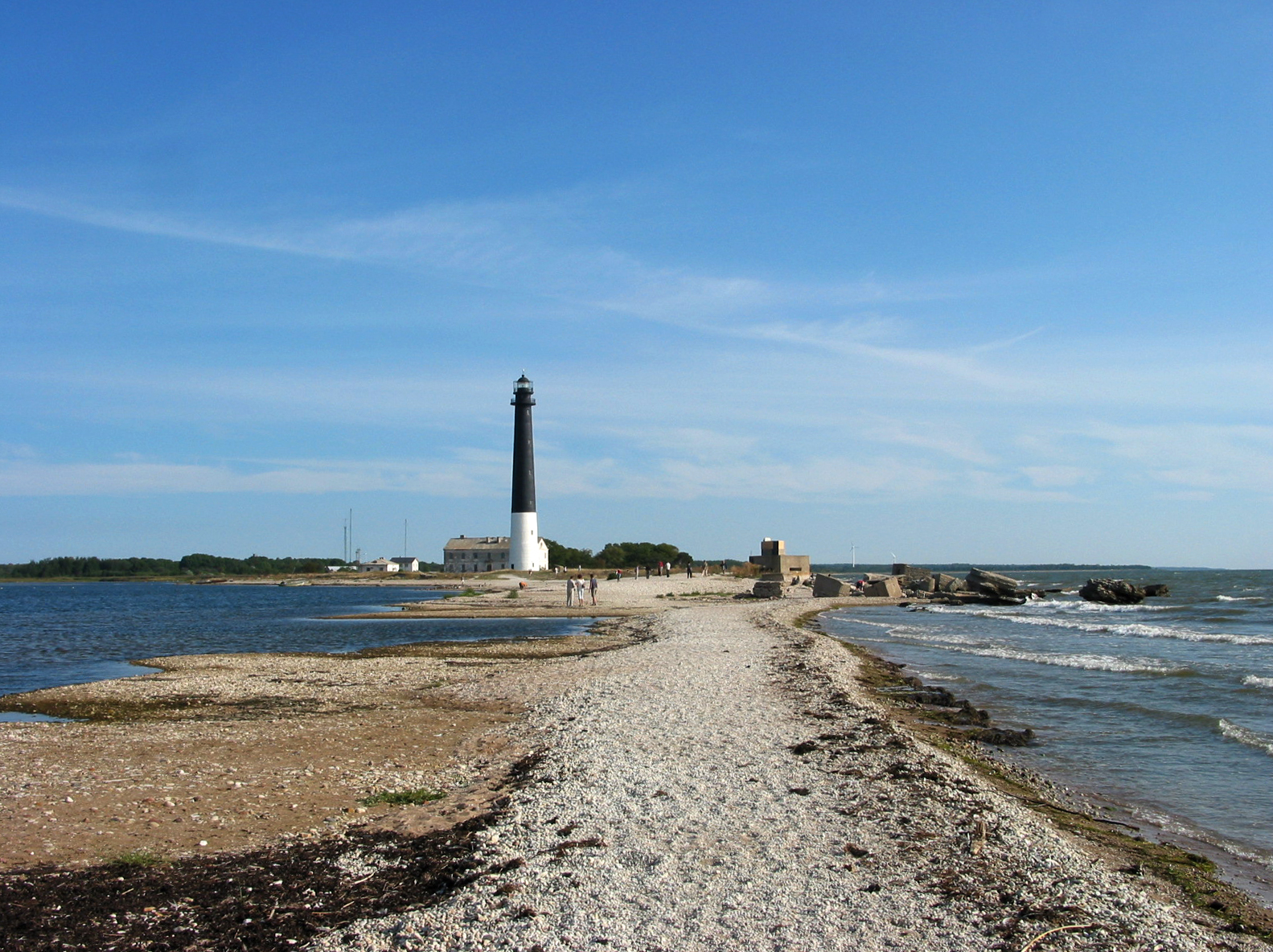
Il faro della Penisola di Sõrve visto da sud. A destra il Golfo di Riga, a sinistra il Mar Baltico

Oltre al capoluogo il comune comprende altre 22 località:
Hänga - Iide - Jämaja - Kaavi - Kargi - Karuste - Kaunispe - Laadla - Läbara - Lindmetsa - Lõupõllu - Lülle - Maantee - Mäebe - Mässa - Mõisaküla - Mõntu - Ohessaare - Sääre - Soodevahe - Tammuna - Türju